# شونسوكي ميكي
شونسوكي ميكي (باليابانية: 三木俊介) هو مجدف ياباني، ولد في 6 فبراير 1944 في هيروشيما في اليابان.

## وصلات خارجية
- شونسوكي ميكي على موقع الاتحاد الدولي للتجديف (الإنجليزية)
- شونسوكي ميكي على موقع اللجنة الأولمبية الدولية (الإنجليزية)
- شونسوكي ميكي على موقع أوليمبيديا (الإنجليزية)